# Бояршинов, Василий Иванович
Васи́лий Ива́нович Боя́ршинов (1915—1990) — старшина Рабоче-крестьянской Красной Армии, участник Великой Отечественной войны, Герой Советского Союза (1944).

## Биография
Родился 7 марта 1915 года в селе Сыростан (ныне — Миасский городской округ Челябинской области) в рабочей семье. Окончил пять классов неполной средней школы и школу фабрично-заводского ученичества, после чего работал сначала на кирпичном заводе, затем на строительстве железной дороги в Приморском крае. В мае 1942 года был призван на службу в Рабоче-крестьянскую Красную Армию. С августа того же года — на фронтах Великой Отечественной войны. К октябрю 1943 года младший сержант Василий Бояршинов командовал отделением связи 627-го артиллерийского полка 180-й стрелковой дивизии 38-й армии Воронежского фронта. Отличился во время битвы за Днепр.
В ночь с 1 на 2 октября 1943 года вместе со своим отделением, несмотря на массированный вражеский огонь, проложил через Днепр две кабельные линии связи к северу от Киева. Его действия способствовали успешной корректировке артиллерийского огня. Неоднократно устранял повреждения на линии, подвергая свою жизнь опасности. Когда советские подразделения начали переправляться через Днепр, вместе со своим отделением обеспечил им связь.
Указом Президиума Верховного Совета СССР «О присвоении звания Героя Советского Союза генералам, офицерскому, сержантскому и рядовому составу Красной Армии» от 10 января 1944 года за «образцовое выполнение боевых заданий командования на фронте борьбы с немецко-фашистскими захватчиками и проявленные при этом отвагу и геройство» был удостоен высокого звания Героя Советского Союза с вручением ордена Ленина и медали «Золотая Звезда» за номером 1778.
В 1944 году вступил в ВКП(б). После окончания войны был демобилизован, после чего вернулся в Челябинскую область. Проживал в Златоусте, работал нормировщиком на машиностроительном заводе имени Ленина. Был депутатом Златоустовского горсовета несколько созывов подряд. В 1979 году вышел на пенсию. Скончался 15 марта 1990 года, похоронен на златоустовском Орловском кладбище.
Был награждён орденом Отечественной войны 1-й степени, а также рядом медалей, в том числе двумя медалями «За отвагу».